# Badminton-Juniorenozeanienmeisterschaft
Badminton-Juniorenozeanienmeisterschaften (englisch: Oceania Junior Badminton Championships) werden seit 2010 ausgetragen. Sie finden derzeit in einem zweijährigen Rhythmus in den ungeraden Jahren statt. Bei den Meisterschaften sind Sportler der Altersklasse U19 startberechtigt.

## Austragungsorte
| Jahr | Ort              | Land                   | Datum                    |
| ---- | ---------------- | ---------------------- | ------------------------ |
| 2010 | Invercargill     | Neuseeland             | 24. bis 27. Februar 2010 |
| 2011 | Suva             | Fidschi                | 20. bis 26. Februar 2011 |
| 2013 | Punaauia         | Französisch-Polynesien | 22. bis 27. April 2013   |
| 2015 | Auckland         | Neuseeland             | 12. bis 18. Februar 2015 |
| 2017 | Nouméa           | Neukaledonien          | 13. bis 18. Februar 2017 |
| 2019 | Melbourne        | Australien             | 11. bis 14. Februar 2019 |
| 2023 | North Shore City | Neuseeland             | 13. bis 16. Februar 2023 |
| 2023 | Saipan           | Nördliche Marianen     | 8. bis 15. Juni 2025     |

## Die Sieger
| Saison    | Herreneinzel      | Dameneinzel         | Herrendoppel                      | Damendoppel                       | Mixed                             | Team              |
| --------- | ----------------- | ------------------- | --------------------------------- | --------------------------------- | --------------------------------- | ----------------- |
| 2010      | Boris Ma          | Tara Pilven         | Boris Ma Ashwant Gobinathan       | Mary O’Connor Madeleine Stapleton | Luke Charlesworth Mary O’Connor   | -                 |
| 2011      | Sawan Serasinghe  | Tara Pilven         | Matthew Chau Sawan Serasinghe     | Mary O’Connor Victoria Cheng      | Maika Phillips Mary O’Connor      | Neuseeland        |
| 2013      | Daniel Guda       | Joy Lai             | Dylan Soedjasa Daniel Yin-Hai Lee | Kaitlyn Mcleod Rayna Philipps     | Anthony Joe Joy Lai               | Australien        |
| 2015      | Oscar Guo         | Alice Wu            | Niccolo Tagle Daxxon Vong         | Khoo Lee Yen Alice Wu             | Tang Huaidong Khoo Lee Yen        | Australien        |
| 2017      | Oscar Guo         | Sally Fu            | Oscar Guo Dacmen Vong             | Sally Fu Tamara Otene             | Edward Lau Christine Zhang        | Neuseeland        |
| 2019      | Edward Lau        | Shaunna Li          | Ryan Tong Jack Wang               | Kaitlyn Ea Angela Yu              | Jack Yu Angela Yu                 | Australien        |
| 2020 2022 | nicht ausgetragen | nicht ausgetragen   | nicht ausgetragen                 | nicht ausgetragen                 | nicht ausgetragen                 | nicht ausgetragen |
| 2023      | Jie Ying Chan     | Catrina Chia-Yu Tan | Chris Benzie Daniel Hu            | Dania Nugroho Catrina Chia-Yu Tan | Ephraim Stephen Sam Dania Nugroho | Australien        |
| 2025      | Shrey Dhand       | Faye Huo            | Raphael Chris Deloy Lezhi Zhu     | Mimi Ngo Maureen Clarissa Wijaya  | Jayden Lim Victoria Tjonadi       | Australien        |